# Comité olympique guatémaltèque
Le Comité olympique guatémaltèque (en espagnol, Comité Olímpico Guatemalteco, COG) est le comité national olympique du Guatemala fondé en 1947.

## Histoire
Le 15 octobre 2022, le Comité international olympique a officiellement suspendu le Comité national olympique du Guatemala : en raison de la suspension, aucun athlète du Guatemala ne peut plus représenter le pays et concourir sous le drapeau/nom du pays aux Jeux Olympiques et à d'autres événements multisports internationaux, et le CNO guatémaltèque a perdu tout le financement du CIO.